# Marie-France Skuncke
Marie-France Skuncke z domu Rosé (ur. 1924 w Warszawie, zm. 17 października 2007 w Paryżu) – francuska tłumaczka, współzałożycielka Światowego Zrzeszenia Tłumaczy Konferencyjnych. Była córką Lucie i Adama Rose.
Karierę zawodową rozpoczęła w 1945 r., podczas prac przy procesie norymberskim. Była tłumaczką rządu francuskiego w zakresie spraw francusko-polskich.    